# 及川貢
及川 貢（おいかわ みつぎ）は、日本の合唱指揮者、声楽家（テノール）。

## 経歴

### オペラとの関わり
岩手県水沢市（現・奥州市）出身。1957年（昭和32年）東京声専音楽学校の第1回オペラ公演モーツァルト『魔笛』に合唱団の一員として参加する。1958年（昭和33年）東京声専音楽学校卒業。下八川圭祐、中村健に師事。同年藤原歌劇団ビゼー『カルメン』から合唱部に入部。1965年（昭和40年）藤原歌劇団団員となり「プレイング・マネージャー」として数多くのオペラ公演に出演。NHK招聘イタリアオペラ公演では1961年（昭和36年）第3回東京文化会館オープニング公演ジョルダーノ『アンドレア・シェニエ』でレナータ・テバルディ、マリオ・デル・モナコといった名歌手と同じ舞台に立ち、1976年（昭和51年）まで全20作品全てに合唱団員として出演。
1975年（昭和50年）藤原歌劇団合唱部常任指揮者。1981年（昭和56年）から財団法人日本オペラ振興会で若手オペラ歌手の育成に携わる。
1994年（平成6年）に、新国立劇場開設準備音楽専門委員会合唱部会委員となり、初代オペラ芸術監督畑中良輔と、専属契約、合唱団の運営、メンバー構成などの話し合いを行い、新国立劇場開設を迎えている。
藤原歌劇団合唱部常任指揮者は2010年（平成22年）まで務める。以後、2016年（平成28年）においても、日生劇場主催ニッセイ名作シリーズ2016ロッシーニ『セビリアの理髪師』において、地方公演を含め合唱指揮を務めている。ソリスト、指揮を合わせ、これまでに関わったオペラは約200本に及ぶ。
2017年（平成29年）7月30日、故郷奥州市において、奥州市文化会館（水沢Zホール）25周年記念オペラ公演プッチーニ『ラ・ボエーム』の公演プロデューサーを務めている。

### アマチュア合唱との関わり
アマチュア合唱団との関わりも深く、1965年（昭和40年）東京労音主催オペラ『カルメン』の公演で北川剛（東京労音、合唱団白樺指揮者）と知り合い、1967年（昭和42年）の合唱団白樺甲信越労音公演にソリストとして同行。以来、合唱団白樺の公演で度々賛助出演や客演指揮を行っている。1981年（昭和56年）のソビエト公演、2013年（平成25年）のロシア公演にも同行。2019年（平成31年）4月20日の合唱団白樺第63回定期演奏会においても客演指揮を行っている。また、たま女声コーラスの指揮者も務めている。

## 職責等
※2019年6月25日現在
- 公益財団法人日本オペラ振興会評議員[10]
- 藤原歌劇団正団員（指揮）[11]
- 藤原歌劇団合唱名誉指揮者[5]
- 昭和音楽大学名誉教授[10]
- 奥州市委嘱奥州大使[12]
- 奥州市文化振興財団理事[5]。

## 受賞歴
- 1994年度（平成6年度）第22回ジロー・オペラ賞[2]
- 2010年（平成22年）第16回ニッセイ・バックステージ賞[3]